# Orectognathus biroi
Orectognathus biroi é uma espécie de formiga do gênero Orectognathus, pertencente à subfamília Myrmicinae.